# کمیسر لسکو
کمیسر لسکو (نام اصلی: ژولی لسکو) سریال تلویزیونی پلیسی و فرانسوی زبان است. این مجموعه از سال ۱۹۹۲ در شبکه‌های والتر ولس(فرانسه)، لا زا یستا (بلژیک)، TSR (سوئیس)، توزیع شده‌است و تا سال ۲۰۰۸ به فعالیت خود ادامه می‌داد.

## بازیگران

### بازیگران اصلی
- ورونیک ژنست:رئیس پلیس ژولی لسکو.
- Mouss Diouf: کاراگاه ژوستَن ن-گما.
- Jérôme Anger در نقش کاراگاه Trémois (تا سال ۱۹۹۵).
- Jennifer Lauret :در نقش سارا دختر بزرگ کمیسر.
- Joséphine Serre: بابو دختر کوچک کمیسر.
- Alexis Desseaux: کاراگاه موتا.

### نقش دوم
- Mareva Galanter

### مهمان
- اودره توتو
- آلکسی میشالیک
- فیلیپ با
- نیکلا ماریه